# Маріїнський палац (Санкт-Петербург)
Маріїнський палац — один з палаців Санкт-Петербурга, важлива частина ансамблю Ісаакіївського майдану. Разом із Зимовим і Таврійським є одним з трьох «політичних» палаців міста, центр подій 1917 й 1991 років.

## Історія

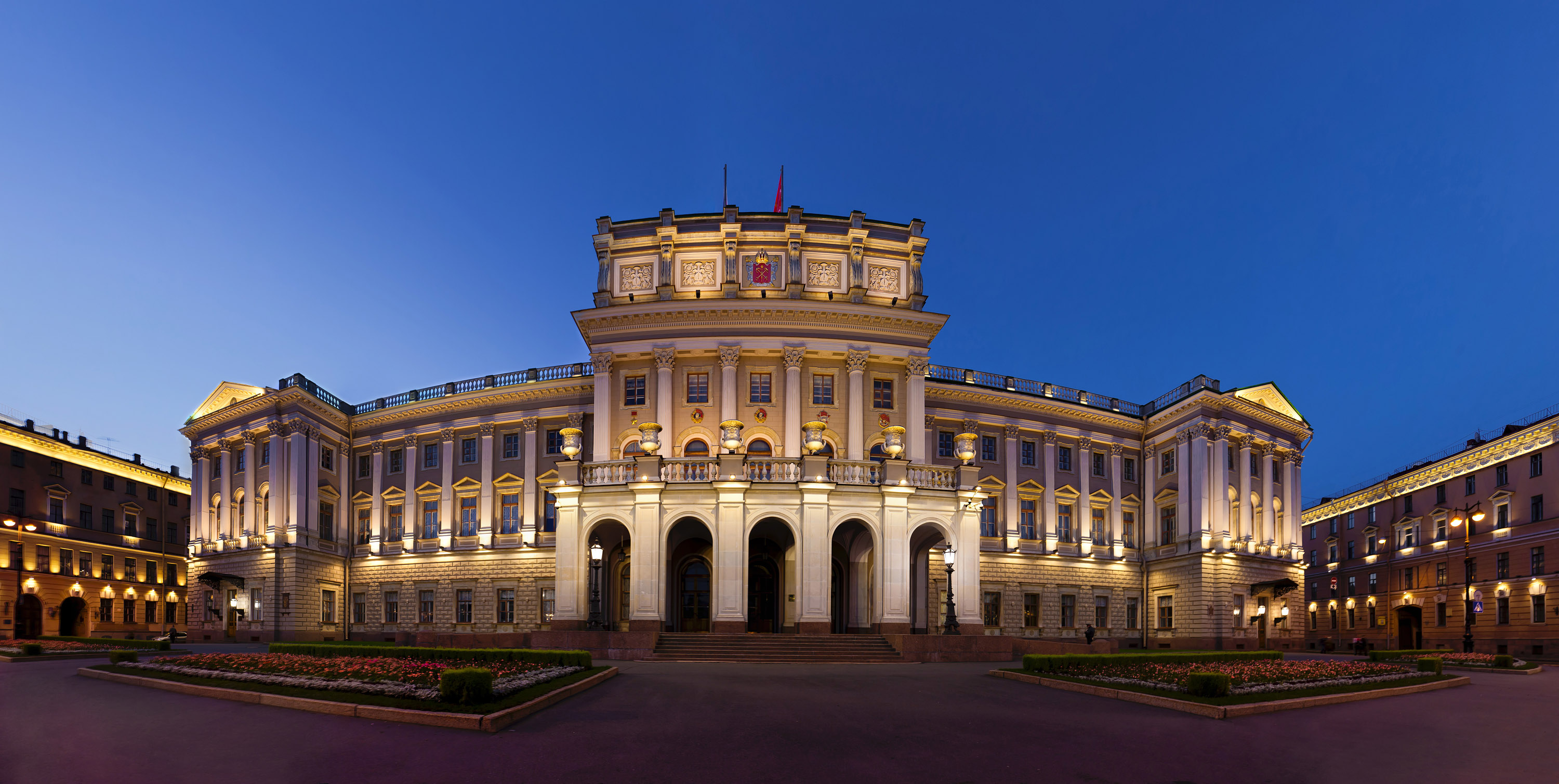
Маріїнський палац (вигляд спереду)

Побудований в 1839—1844 роках за проектом архітектора А.І. Штакеншнейдера для дочки Миколи I, Марії, що виходила заміж за герцога Лейхтенберзького. З 1845 року палац став офіційною резиденцією князів Лейхтенберзьких в Санкт-Петербурзі. Маріїнський палац став першим самостійно побудованим Штакеншнейдером і найкращим його творінням.
Архітектура Будівлі з'єднує кілька стилів, що характерно для еклектики, проте деякі фахівці зупиняються на неокласицизмі або неоренесансі.
Палац розташований на південній стороні площі, уздовж Синього моста через річкуМийку. На цій ділянці землі, що у XVIII століччі належала генерал-фельдмаршалу Івану Григоровичу Чернишову, стояв палац, побудований в 1762—1768 Ж. Б. Валлен-Деламотом. У 1825-39 роки в ньому розміщувалося Миколаївське кавалерійське училище.
У 1884 році Маріїнський палац був викуплений в казну за 3 млн рублів з розстрочкою на тридцять років, з 1885 року в ньому розміщувався Державна Рада Російської імперії й Комітет міністрів Російської імперії (а з 1905 року, Рада міністрів Російської імперії). У квітні 1902 року у вестибюлі палацу терористом був смертельно поранений міністр внутрішніх справ Д.С. Сипягін.

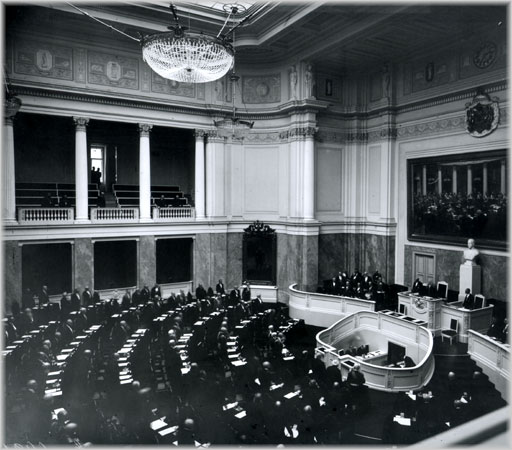
Засідання Державної Ради у Маріїнському палаці. 1908 рік

Після Лютневої революції 1917 року Маріїнський палац зайняв Тимчасовий уряд Росії, що пропрацював тут до червня. З 7 серпня в ньому почала працювати Всеросійська комісія з виборів до Установчих зборів. Після жовтня 1917 року Маріїнський палац перейшов у відання Народного комісаріату та Вищої ради народного господарства. Після переїзду в 1918 році уряду в Москву в Маріїнському палаці розмістилися казарми Червоної Армії. Пізніше його займали різні установи. У 1928-1929 роках акціонерне товариство «Радянський турист» влаштувало в ньому гуртожиток на 1000 ліжок.
Восени 1929 року в Маріїнському палаці відкрилося Ленінградське відділення Промакадемії ВРНГ СРСР. Тут знаходилися гуртожиток Академії, аудиторії, кімнати персоналу та Кінотеатр. У 1940 році аудиторії й гуртожиток перейшли вищим курсам при ЦК ВКП(б).
У 1945—1991 рр. палац-місце роботи Ленради.
19-22 серпня 1991 року під час серпневого путчу палац став центром опору ДКНС в Ленінграді, навколо нього були зведені барикади.
З 1994 року — місце засідань міського парламенту — Законодавчих Зборів Санкт-Петербурга.